# Михайлович, Воислав
Воислав Михайлович (серб. Војислав Михаиловић; род. 3 сентября 1951, Белград, СФРЮ) — югославский и сербский политический деятель, мэр Белграда с 1999 по 2000 годы. Внук лидера югославских четников Драголюба Михайловича.

## Биография
Родители: Дара и Бранко Михайловичи. Отец как деятель Информбюро долгое время находился в тюрьме Голи-Оток и сына увидел только спустя два года (мать убеждала сына, что его отец был четником и погиб в 1943 году под Фочей).
Окончил юридический факультет Белградского университета в 1980 году. В молодости работал в издательском доме «Слово љубве» коммерсантом, позднее был адвокатом. В конце 1980-х занялся предпринимательской деятельностью, владел компанией по продаже товаров Pampers.
В конце 1993 года от избирательного блока Депос в Крагуеваце участвовал в парламентских выборах. Был избран в Скупщину Сербии, 11 февраля 1994 года стал заместителем председателя Скупщины, в том же году перешёл в Сербское движение обновления. Повторно баллотировался в 1997 году уже от Чукарицы и также был переизбран в Скупщину. 22 января 1999 года назначен мэром Белграда, продолжая исполнять обязанности заместителя председателя Скупщины и совместного председателя Сербского демократического движения обновления (вместе с Веролюбом Стевановичем). Заместителем председателя Скупщины Михайлович оставался до 2007 года.
С 2010 года боролся в суде за реабилитацию своего деда Драголюба Михайловича, лидера югославских четников времён Второй мировой войны, расстрелянного властями Тито по обвинению в коллаборационизме и этнических чистках. Дед был реабилитирован по решению суда 14 мая 2015 года.
Женат, есть двое детей.